# Wouri (Département)
Wouri ist ein Département der Region Littoral in Kamerun.
Auf einer Fläche von 923 km² leben nach der Volkszählung 2005 1.907.479 Einwohner. Das Département entspricht der Stadt Douala. Der Name des Départements leitet sich vom Fluss Wouri ab.

## Gemeinden
- Douala